# Східне Міндоро
Східне Міндоро (філ.: Silangang Mindoro; ісп.: Mindoro Oriental) — провінція на Філіппінах, розташована на острові Міндоро в регіоні Мімаропа за 140 км (87 миль) на південний захід від столиці Філіппін Маніли. Калапан єдине місто на острові є столицею провінції.
Провінція межує з протокою Верде на півночі, протокою Маестро-де-Кампо і протокою Таблас на сході, протокою Семірара на півдні і провінцією Західний Міндоро на заході. Загальна площа провінції складає 4 238,4 км2 (1 636,5 квадратних миль). Гора Галкон висотою 2 582 метри над рівнем моря є 18-ю за висотою горою в країні та найвищою в провінції і на острові. В провінції розташоване 5-е за величиною озеро в країні Найжан з площею близько 8125 га.
Починаючи з 2005 року в Східному Міндоро активно розвивається екотуризм. Це пов'язано з тим, що даний регіон є одним із центрів біорізноманіття морських риб, коралів, ракоподібних та водоростей у світі.
Багаті землі Східного Міндоро є підходящими для сілького господарства. Загальна площа сільськогосподарських угідь становить 169 603 га. Тут вирощують велику кількість рису, кукурудзу, кокосовий горіх, овочі та фрукти, такі як банан, рамбутан, дуріан та ін.
Згідно з переписом 2007 року населення провінції збільшилося на 53 951 жителя порівняно з 2000-м роком. Станом на 2010 рік це найбільш густонаселена провінція регіону.